# Jonathan Ring
Erik Jonathan Ring, född 5 december 1991 i Örebro, är en svensk fotbollsspelare som spelar för Västerås SK i Superettan.

## Karriär
Under sin debutsäsong i Allsvenskan 2013 med Kalmar FF gjorde Ring ett mål på 15 matcher, varav 10 från start.
I december 2016 värvades Ring av turkiska Gençlerbirliği där han skrev på ett 1,5-årskontrakt. I juli 2017 återvände Ring till Kalmar FF där han skrev på ett kontrakt för resten av säsongen.
I december 2017 värvades Ring av Djurgårdens IF där han skrev på ett treårskontrakt. Inför säsongen 2021 återvände Ring till Kalmar FF.
I januari 2022 lämnade han KFF för tredje gången, nu på fri transfer, och några veckor senare gick han till den sydkoreanska klubben Jeju United. I februari 2023 återvände Ring till Kalmar FF och skrev på ett ettårskontrakt.